# Lago Aguelmame Aziza
Lago Aguelmame Aziza (en árabe: أكلمام أزيزة) es un lago en la país africano de Marruecos, su nombre significa "lago verde" en la lengua bereber, se trata de un lago natural ubicado a 30 km de la ciudad de Khénifra. 
Originalmente Cárstico, está a una altitud de 1474 m, y ocupa una depresión cerrada con una profundidad de 26 m. Está rodeado de colinas de piedra caliza, cubiertas con un bosque dominado por el cedro y el roble, su ubicación en el centro del Atlas Medio le da una belleza maravillosa, teniendo un área de aproximadamente 62 ha.